# Sanctuaire de Notre-Dame de Guadalupe
Le sanctuaire de la Vierge de Guadalupe (ou Notre-Dame de Guadalupe) est sanctuaire catholique situé sur le mont Jaizkibel, à Fontarrabie, dans la province basque-espagnole de Gipuzkoa. L'édifice se situe le long de la route GI-3440, qui relie Fontarrabie à Donostia.

## Histoire
Le sanctuaire se dresse à l'endroit où, selon la légende, des pasteurs ont trouvé une image de la Vierge de Guadalupe, après avoir suivi une mystérieuse lumière.  
Érigé au XVIe siècle, le bâtiment a été détruit à plusieurs reprises. La première mention du lieu apparaît dans un document de 1526, le testament de Juan Sebastian El Cano, dans lequel ce dernier lègue six ducats d'or au sanctuaire. 
Après le siège de Fontarrabie en 1638, les habitants organisèrent une grande procession jusqu'à l'ermitage pour remercier la protection pendant l'attaque et célébrer la victoire. Cette même procession se célèbre encore aujourd'hui, chaque 8 septembre, lors de la parade principale des fêtes de la ville.

## Architecture

### Extérieur
Le bâtiment est fait de grès, sur un plan en croix latine, couverte de voûtes d'arêtes. Il s'agit d'une nef unique avec un transept et des murs de chœur plats. Le temple original a été réformé postérieurement, principalement au XVIIIe siècle et la construction actuelle date principalement du XIXe siècle. La tour néogothique qui couronne le sanctuaire a été érigée en 1868, à l'angle entre les façades sud et est.
Le bâtiment a été endommagé pendant la dernière guerre carliste (1872-1876). 

### Intérieur
Le retable principal, de style baroque, est l'œuvre de Joan Bautista Igeluz et Jazinto Elduain et a été réalisé en 1748. Les retables sur les côtés proviennent de l'église paroissiale de Fontarrabie. Le retable de gauche, dédié à saint Sébastien, date de 1507, avec des rénovations en 1642. Le retable de droite date de 1760 et est dédié à saint Jean-Baptiste.
À l'intérieur, plusieurs ex-votos à caractère maritime laissent penser que la Vierge de Guadalupe était vénérée par les marins et les pêcheurs de Fontarrabie. 

## Divers
Le sanctuaire fait office de point d'étape de plusieurs chemins de randonnée en direction de Pasaia, Hondarribia ou d'autres sentiers du mont Jaizkibel.